# Z Gruis
Z Gruis är en pulserande variabel av RR Lyrae-typ (RRD) i stjärnbilden Tranan. 
Stjärnan varierar mellan visuell magnitud +11,8 och 12,61 med en period av 0,3631872 dygn eller 8,71649 timmar. RR Lyrae-stjärnornans period varierar mellan 0,2 och 1,2 dygn med ett medianvärde på 0,5 dygn. Z Gruis ligger med andra ord ganska långt under medelvärdet.